# منتخب بلغاريا تحت 19 سنة لكرة القدم
منتخب بلغاريا تحت 19 سنة لكرة القدم (بالبلغارية: Юношески национален отбор на България по футбол до 19 години)‏ هو ممثل بلغاريا الرسمي في المنافسات الدولية في كرة القدم في فئة كرة قدم للرجال تحت 19 سنة، يديريه اتحاد بلغاريا لكرة القدم.